# Ізолятор Мотта
Ізолятори Мотта — клас кристалічних діелектриків, сполук перехідних металів, які не проводять електричний струм всупереч передбаченням зонної теорії завдяки сильній кореляції в електронній підсистемі.
Невілл Френсіс Мотт в 1937 році запропонував пояснення того факту, що деякі оксиди перехідних металів, наприклад, NiO, не проводять електричного струму, попри те, що вони мають один зовнішній електрон на атом Ni, а, отже, повинні були б мати наполовину заповнену зону провідності. Локалізація електронів у моделі Мотта пояснювалася багатоелектронним ефектом — скорельованим розташуванням електронів на вузлах кристалічної ґратки.
Зокрема, в 1949 Мотт запропонував модель  NiO як діелектрика,  який можна пояснити за формулою 

(Ni2+O2−)2 {\displaystyle \rightarrow } Ni3+O2− + Ni1+O2−.

Деякі речовини, які належать до класу ізоляторів Мотта, при підвищенні температури можуть перейти в стан із високою електропровідністю. Це явище отримало назву переходу Мотта.
Модель Габбарда формулює одну з найпростіших теорій ізолятора Мотта і переходу Мотта.